# Léonce de Castelnau
Léonce de Castelnau, dit « marquis de Curières » (titre de courtoisie), né le 10 juin 1845 à Saint-Affrique (Aveyron) et mort le 29 mars 1909 à Paris, est un avocat et homme politique français.

## Biographie
Fils de Michel de Castelnau, maire de Saint-Affrique, et frère de l'ingénieur Clément de Castelnau et du général Édouard de Castelnau, d'abord magistrat, Léonce de Curières de Castelnau devient ensuite avocat et bâtonnier de l'ordre des avocats de Nîmes de 1886 à 1888. De 1880 à 1904, il représente le canton de Barjac au conseil général du Gard. En 1892, il est élu à l'Académie de Nîmes.
Il fut élu en 1902 député de Saint-Affrique.
Il s'inscrivit à l'Action libérale et devint président de son groupe parlementaire, le président fondateur de ce parti Jacques Piou ayant été battu à ces mêmes élections. Ce fut donc lui qui eut à coordonner l'action de ses amis lors de la discussion de la loi de la Séparation. Profondément hostile à cette loi, il eut, une fois qu'elle fut votée, le souci d'éviter une crise profonde dans le pays. Contrairement à Albert de Mun et à Jacques Piou, il souhaitait la voir acceptée par Rome, et fut l'un des signataires de la fameuse lettre des "cardinaux verts" aux évêques de France pour les supplier de trouver avec le gouvernement le moyen d'en faire une application loyale. Cette lettre fut désavouée par le pape Pie X.
Jacques Piou, réélu député en 1906, reprit la direction du groupe parlementaire de l'ALP et Léonce de Castelnau, réélu lui aussi mais affaibli par une blessure reçue au cours de la campagne, joua désormais un rôle beaucoup plus effacé. Il mourut en 1909.